# EHAMIC
EHAMIC（エハミック、11月22日 - ）は、日本のフリー作曲家、編曲家、シンガーソングライター、タレント、司書。東京在住。

## 概要
TV-CM「Google Chrome×初音ミク」への出演やローソンのイメージソング提供をきっかけにメディアへの露出を始め、アーティスト活動以外に作家やタレントとしての顔をもつ。各所への楽曲提供も行っており、アナログとデジタルを融合させた、繊細かつ大胆な楽曲が特徴。ライブの回数が比較的少ないが、都内のほか、米国や欧州（イギリス、ドイツなど）で不定期に音楽コンサートの枠にとらわれないパフォーマンスを行う。音声合成ソフトVOCALOIDを使ったLP盤を制作するなど、前衛的な表現活動でも注目される。
NHK教育テレビにて放送されたアニメ『クラシカロイド』（2016-2018）では、布袋寅泰、つんく♂らと劇中歌およびエンディングテーマ（劇中ではムジークと呼ばれる）を担当。
2023年、マーベル・スタジオ製作の映画『ガーディアンズ・オブ・ギャラクシー:VOLUME 3』のサウンドトラックに参加。5月12日付のSpotifyバイラルTOP50のグローバル&USAチャートにおいて「小犬のカーニバル ～小犬のワルツより～」が1位を獲得。世界的ヒット曲となった。

## 音楽

### 楽曲提供
- さくら学院
  - サイエンスガール ▽ サイレンスボーイ
  - デルタ
  - Welcome to My Computer
  - マセマティカ!（作詞）
  - C'est la vie
- 桃知みなみ
  - Ninja mangatronique
- 岸田メル
  - うわさのジャパニーズボーイ
- スルースキルズ
  - ののしって
- HGS
  - ONE CHECK SWEETNESS
- Lazuli Code
  - 蜘蛛の糸
  - 吾猫は猫である
  - クローディアの秘密

### EP・シングル
- possible to die for -ep / ehamiku (EHAMIC + HatsuneMiku)
- chorus lines -ep / ehamiku (EHAMIC + HatsuneMiku)
- starlight tallboy(配信のみ) / ehamine (EHAMIC + Kagamine)
- 鏡のなかで / ehamineL/R
- L+R(2枚組EP) / ehamineL/R
- letters / the lukamic band
- letters+1 / the lukamic band
- EHAMIC Works of Singing Synthesizer Series Vol.1 (7inchレコード + CD)
- EHAMIC Works of Singing Synthesizer Series Vol.2 (7inchレコード + CD)
- EHAMIC Works of Singing Synthesizer Series Vol.3 (7inchレコード + CD)
- 恋はリンリン/浮かぶハンバーガー(両A面カセット) / ehamineL/R
- I will tell you all (期間限定配信) / ehamineL/R
- 台北超好吃 / ehamineL/R
- pirates / EHAMIC
- EHAMIC Works of Singing Synthesizer Series Complete Box (CD5枚組)
- MIKASA feat.鏡音リン (配信のみ) / EHAMIC

### アルバム
- to-kyo / ehamiku (EHAMIC + HatsuneMiku)
- ニューキャシーメガネ / ニューキャシーメガネ
- Merry Christmas from V (ボーカロイドクリスマスアルバム)
- live to-kyo in Tokyo / ehamiku (EHAMIC + HatsuneMiku)
- クラシカロイド ショパン ムジーク(挿入歌) / EHAMIC
- ASU / ehamineL/R (EHAMIC + KagamineLin/Ren)

### ライブ
EHAMIC単独でのイベント以外は省略
- EHAMIC Premier Concert（2013.11.22）
- EHAMIC Deuxième Concert（2015.5.6）
- EHAMIC Troisième Concert（2015.11.22）

## テレビ番組
- ドリームクリエイター（テレビ東京）
- musicる TV（テレビ朝日）
- 全力!ネットユーザーつくり場（テレビ東京）
- クラシカロイド（NHK教育テレビ）

## 書籍
- はじめよう! 初心者が知っておきたいFinal Cut Pro X 77の基本（加納真著） - 動画モデルとして

## 人物・逸話
現役の図書館司書である。父親の仕事のため幼少期を海外で過ごした。そのため「ナショナリティ」や「日本人としての表現」というテーマがしばしば作品の中に見られる。大学のゼミで触れた音声合成技術への興味をきっかけにVOCALOIDを用いた楽曲を作り始めるようになる。キャラクターが付随しているところが日本的であるという点が気に入ったよう。セルジュ・ゲンスブールのファンで、ゲンズブールと同様にアイドルへ楽曲提供することが長年の夢であった。テレビやインターネットの放送に出演の際は放送コードを無視した過激な下ネタを連発することがある。高専を卒業した経緯もあり、理系分野をテーマにした楽曲を依頼されることがある。